# Zwinglianer
Als Zwinglianer bezeichneten sich ab 1523 Anhänger der Lehre von Ulrich Zwingli aus Zürich. Zwinglianer sind meist Deutschschweizer humanistische Protestanten, die sich geringfügig von der evangelischen Lehre Martin Luthers in Deutschland und Calvins in Genf und Frankreich unterscheiden. Ab 1549 besteht durch den Consensus Tigurinus eine Einigung zwischen Zwinglianern und Calvinisten über das Abendmahl. Mit den durch die Zwinglianer anfangs sehr hart verfolgten Täufern (die selbst im Umfeld Zwinglis entstanden) dauerte die Einigung und Versöhnung jedoch wesentlich länger. Die Schweizer Mennoniten wurden noch bis ins 18. Jahrhundert verfolgt und vertrieben. Die Evangelisch-reformierte Landeskirche des Kantons Zürich und die Stadt Zürich erkannten im Juni 2004 das Unrecht der Verfolgung an.